# Bertolt Brecht

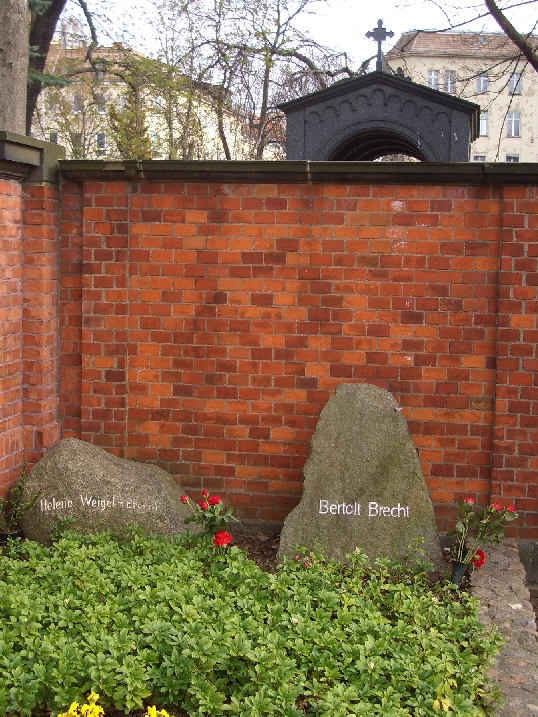
Grób Bertolta Brechta

Bertolt Brecht, właśc. Eugen Berthold Friedrich Brecht (ur. 10 lutego 1898 w Augsburgu, zm. 14 sierpnia 1956 w Berlinie) – niemiecki pisarz, dramaturg, teoretyk teatru, inscenizator, poeta; w latach 1924–1926 dramaturg i reżyser Deutsches Theater w Berlinie, w latach 1933–1947 przebywał na emigracji, od 1947 mieszkał w Niemieckiej Republice Demokratycznej, założyciel Berliner Ensemble (1949).

## Życiorys
Urodził się w rodzinie Bertholda Friedricha Brechta (1869–1939), pracownika, później dyrektora papierni i Sophie z domu Brezing (1871–1920) pobożnej protestantki. W sąsiednim domu mieszkali dziadkowie ze strony matki, którzy byli pietystami, a babka wywarła wpływ na kształtowanie się osobowości Bertolta, np. dzięki niej Brecht znał dobrze Biblię, co znalazło odzwierciedlenie w jego twórczości. W szkole w Augsburgu poznał Caspara Nehera, późniejszego scenografa, z którym współpracował przez całe życie.
W 1917 zapisał się na kurs medycyny, by uniknąć powołania na front toczącej się właśnie I wojny światowej. Został powołany do wojska jesienią 1918 r. i wrócił do Augsburga jako sanitariusz w klinice wojskowej, miesiąc przed zakończeniem wojny.
W listopadzie 1922 roku otrzymał prestiżową Nagrodę Kleista za swoje pierwsze trzy dramaty. Największe sukcesy odniósł w okresie Republiki Weimarskiej. W ramach kolektywu pisarskiego, który tworzyli m.in.: Elisabeth Hauptmann, Margarete Steffin, Emil Burri, Ruth Berlau, wyprodukował wiele sztuk dydaktycznych, skierowanych do mas robotniczych. Najsłynniejszym ich utworem jest Opera za trzy grosze do muzyki Kurta Weilla.

### Emigracja
Dzień po spaleniu Reichstagu (28 lutego 1933), obawiając się prześladowań ze strony nazistów, Brecht udał się na emigrację – najpierw do Danii, potem Szwecji i Finlandii, następnie (w 1940) przejechał przez ZSRR transsyberyjską linią kolejową do Władywostoku. Ostatecznie zamieszkał w Stanach Zjednoczonych, w Santa Monica.
Komisja kongresowa do spraw działalności antyamerykańskiej wezwała go w październiku 1947 do stawienia się na przesłuchanie jako podejrzanego o działalność komunistyczną. 31 października 1947, po złożeniu zeznań, Brecht wyjechał do Europy. W utworzonej przez ZSRR w październiku 1949 NRD został w listopadzie 1949 mianowany dyrektorem nowo utworzonego teatru Berliner Ensemble.
Brecht zmarł na atak serca, mając lat 58. W swej ostatniej woli wydał polecenia, by w jego sercu umieścić sztylet, a ciało zamknąć w stalowej trumnie, by nie mogły dostać się do niego robaki. Został pochowany na Dorotheenfriedhof w Berlinie.

## Życie prywatne
W 1916 poznał o trzy lata młodszą Paulę Banholzer, córkę augsburskich lekarzy – Anny i Karola Banholzerów. Rok później rozpoczął studia medyczne i filozoficzne na Uniwersytecie Monachijskim. W 1919 Bertoltowi i Pauli urodził się syn Frank, który zginął w 1943 na froncie wschodnim. Bertolt i Paula nigdy nie wzięli ślubu. Pauli, którą Bertolt zwykł nazywać „kochaną małą złośnicą” (niem. „Liebste kleine Zornige”) albo „Bi” („Bittersweet”), zawdzięczamy wspomnienia o Brechcie (So viel wie eine Liebe: der unbekannte Brecht). W 1992 ukazały się listy Brechta do Pauli, w zbiorze zatytułowanym Liebste Bi: Briefe an Paula Banholzer. Wkrótce po narodzinach dziecka Brecht rozstał się z Paulą, a w 1922 wziął ślub z aktorką Marianne Zoff, z którą miał córkę Hannę (1923-2009), późniejszą znaną aktorkę. W 1929, po sześcioletnim romansie, poślubił Helene Weigel. Z tego związku pochodzą syn Stefan (1924-2003) i córka Barbara (ur. 1930).

## Twórczość
Jego twórczość miała charakter buntowniczy, rewolucyjny; jest społecznie zaangażowana. Brecht najczęściej stawał w obronie robotników i pokrzywdzonych, przeciwko wojnom, atakował kapitalistów i filistrów. Jedną z głównych inspiracji światopoglądowych Brechta był marksizm, zmieszany z modernistyczną niechęcią do mieszczaństwa.
Jego sztuki poruszały problematykę społeczną, odnosiły się krytycznie wobec kapitalizmu i wojny, jak chociażby „Człowiek jak człowiek”. Pod koniec lat 20. zwrócił się całkowicie w kierunku propagandy (agit-prop), tworzył przedstawienia o charakterze dydaktycznym, pouczającym, które pokazywał robotnikom. Potem porzucił techniki nieco siermiężnego agit-prop na rzecz efektów obcości.
Największym sukcesem Brechta była Opera za trzy grosze (Die Dreigroschenoper), będąca modernizacją sztuki Opery żebraczej Gaya przeniesioną w realia robotnicze, która była największym hitem w Berlinie lat 20. XX w. i wywarła odświeżający wpływ na musical na całym świecie. Popularnym sloganem stał się jeden z jej refrenów brzmiący „najpierw żarcie, potem moralność” (Denn erst kommt das Fressen, und dann kommt die Moral).
Fascynację Brechta kolektywizmem widać w sztuce Człowiek jak człowiek (Mann ist Mann), w której żołnierza znikającego ze swojego oddziału zastępuje przypadkowy człowiek, stając się jego pełnoprawnym zamiennikiem. Refren „słońca nie obchodzi, na kogo padają jego promienie” wyrażał ukute przez Majakowskiego hasło kolektywizmu „jednostka zerem, jednostka bzdurą”.
Utwór Środek zaradczy (Die Massnahme, 1931) jest z kolei pochwałą rewolucyjnej bezwzględności oraz odrzucenia wszelkich zasad moralnych poza służbą „sprawie” (rewolucji komunistycznej). W sztuce mającej postać retrospektywnej rozprawy przed sądem rewolucyjnym trzech towarzyszy partyjnych uzasadnia, dlaczego podczas tajnej misji w Chinach musieli zabić czwartego, młodszego towarzysza. Zachowania „młodego towarzysza” podyktowane litością – pomoc kulisowi, ujęcie się za robotnikiem – szkodzą misji, więc są godne potępienia. Momentem krytycznym staje się sprzeciw „młodego towarzysza” wobec linii partii, która w tym przypadku oznaczała przyzwolenie na masakrę chińskich komunistów przez Czang Kaj-szeka na podstawie jego paktu ze Stalinem:

Chór: – Czy jednak nie należy cenić honoru nade wszystko?

Trzej agenci: – Nie.

Chór: – Jakiejże podłości nie popełniłbyś, by zwalczyć nikczemność? Unurzaj się w błocie, uściskaj kata, ale zmieniaj świat! Świat tego potrzebuje!

Po sprzeciwie „młodego towarzysza” pozostali trzej podejmują decyzję o jego likwidacji, zaś on sam przyznaje się do błędu:

Młody towarzysz: – Tak. Teraz rozumiem, że zawsze postępowałem niesłusznie. Lepiej będzie jeśli przestanę istnieć

Trzej agenci: – Potem zastrzeliliśmy go i wrzuciliśmy do dołu z wapnem, a gdy wapno wchłonęło go, wróciliśmy do swojej pracy

Chór: – Wasz uczynek jest święty. Wprowadziliście w życie Zasady Klasyków, ABC Komunizmu. Tutaj również Rewolucja postępuje naprzód i tutaj również formują się szeregi bojowników. Jesteśmy razem.

Aktorka teatru Brechta i jego przyjaciółka Carola Neher po wyemigrowaniu z III Rzeszy przez Pragę do ZSRR została aresztowana przez NKWD podczas wielkiej czystki w 1936, skazana na dziesięć lat łagru. Zmarła w łagrze pod Orenburgiem 26 czerwca 1942. Brak jakiejkolwiek reakcji Brechta na los Neher wywołał krytyczne reakcje wśród niemieckiej emigracji antyfaszystowskiej.
Krytyk Herbert Lüthy tak skomentował ten wycinek twórczości Brechta:

[Brecht był opanowany] nie przez ruch robotniczy – tego nigdy nie znał – ale przez głęboką potrzebę całkowitego poddania się totalitarnej władzy, temu nowemu bizantyjskiemu Kościołowi Państwowemu, niewzruszonej hierarchii opartej na nieomylności przywódcy

## Teatr epicki
Brecht był ceniony nie tylko za niekwestionowany talent pisarski, lecz także, a może przede wszystkim, za wykreowanie nowych metod przekazu teatralnego, mianowicie za stworzenie teatru epickiego i wykorzystanie tak zwanego efektu obcości (Verfremdungseffekt). Forma ta jest tym ważniejsza, że służy uwydatnieniu treści rewolucyjnej. U źródeł tej koncepcji leży twierdzenie Brechta, że żyjemy obecnie w epoce naukowej, czyli takiej, w której człowiek zdołał ujarzmić przyrodę, jednak nie zmienił nic w stosunkach społecznych.
Jednakże według niektórych komentatorów twórczości Brechta, używanie kategorii „teatru epickiego” dla określenia jego programu estetycznego jest nieuprawnione. Ich argumentacja skupia się przede wszystkim na zakwestionowaniu „epickości” szczególnego akcentowania roli intelektu w odbiorze przekazu teatralnego oraz efektu obcości, podstawowych wyróżników tego programu.

## Poglądy
Brecht chciałby pobudzić społeczeństwo do postawy twórczej, o której pisze następująco: „Jest to postawa krytyczna. (...) polega ona (...) wobec społeczeństwa – na przewrocie społecznym”. Otóż w tradycyjnym teatrze spektakl urzekał widza iluzją; widz wczuwa się w postacie i bieg wydarzeń, co stępia jego zmysł krytyczny i czyni go biernym. Dla przedstawień niosących w sobie treści polityczne potrzebny był inny rodzaj teatru. Dlatego właśnie, by zmuszać publiczność do aktywności intelektualnej, Brecht postanowił wprowadzić dystans między widownią a sceną. W tym celu używa właśnie efektów obcości. Metody te stanowią o teatrze epickim, a służą metodzie dialektyki materialistycznej.

## Ważniejsze dzieła

### Dramaty
- Wesele u drobnomieszczan (1919)
- Baal (1918, 1919, 1926)
- Człowiek jak człowiek (1926)
- Opera za trzy grosze (1928)
- Środek zaradczy (1931)
- Karabiny pani Carrar (1937)
- Strach i nędza III Rzeszy (1938)
- Życie Galileusza (1938–1939)
- Matka Courage i jej dzieci (1939)
- Dobry człowiek z Seczuanu (1940)
- Pan Puntila i jego sługa Matti (1940)
- Kariera Artura Ui (1941)
- Kaukaskie koło kredowe (1947)

### Proza
- Powieść za 3 grosze (1934)
- Opowiadania z kalendarza (1949)
- Interesy pana Juliusza Cezara (1957)

### Poezja
- Wiersze wybrane (1954)
- Postylla domowa i inne wiersze (1988)

### Eseje
- Rozmowy uchodźców (1961)